# Pařížská mírová smlouva (1898)

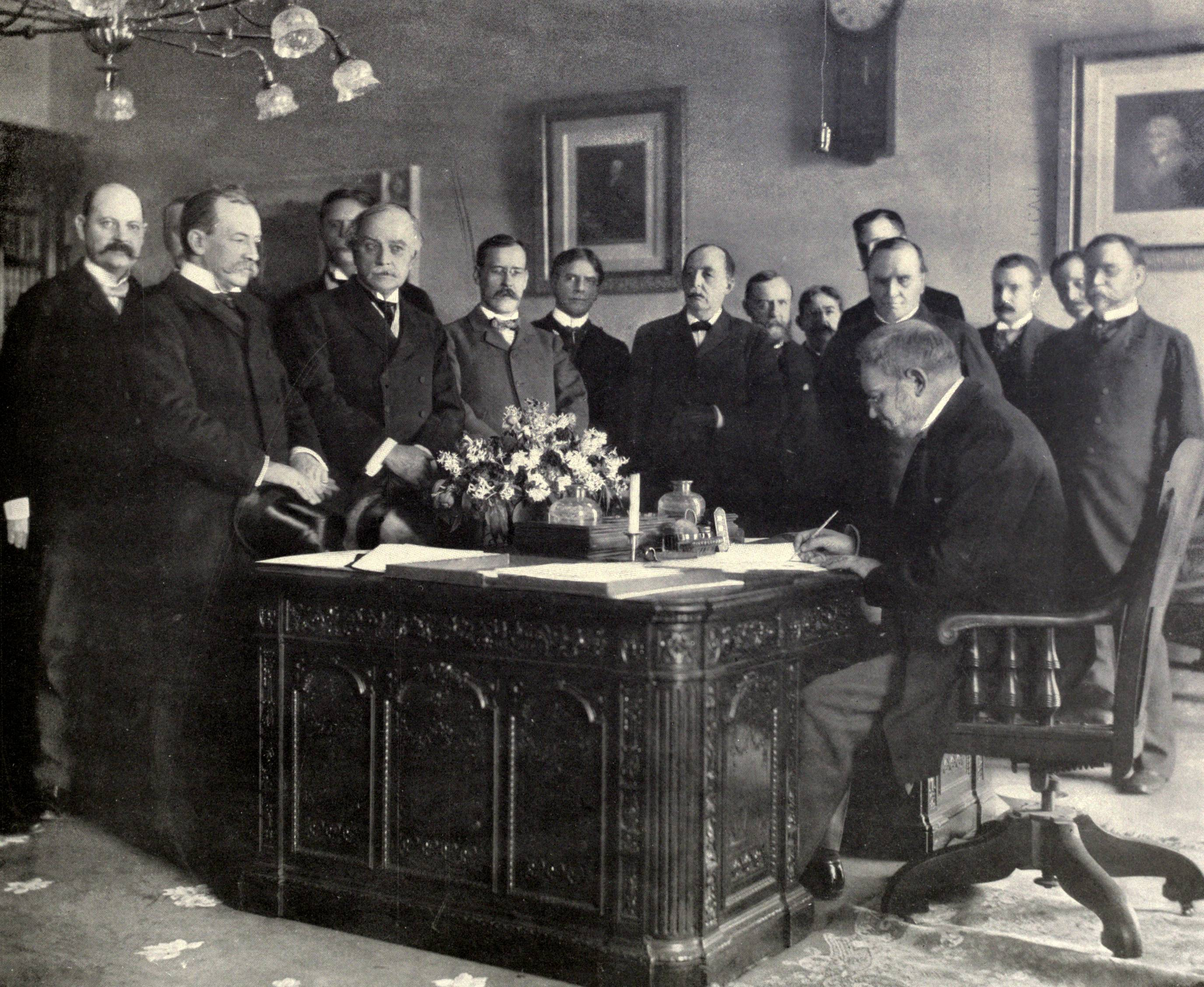
Americký ministr zahraničí John Hay podepisující ratifikaci smlouvy

Pařížská mírová smlouva podepsaná dne 10. prosince 1898 mezi USA a Španělskem, znamenala ukončení španělsko-americké války. Kuba signatářem smlouvy nebyla, ale plnila pouze funkci pozorovatele.

## Průběh událostí
Válečný stav byl ukončen 12. srpna 1898, kdy ve Washingtonu došlo k podpisu mírového protokolu mezi Spojenými státy a Španělskem. Formální mírová smlouva byla pak signována v Paříži 10. prosince 1898 a ratifikována americkým Senátem 6. února 1899. Platnosti nabyla 11. dubna 1899.

## Teritoriální změny
Spojené státy smlouvou získaly téměř všechny španělské kolonie, konkrétně Filipíny, Guam a Portoriko. Kuba byla pod americkou vojenskou správou od 17. července 1898. Na ostrově došlo k vytvoření vlastní civilní vlády. 20. května 1902 byla vojenská správa ukončena a Kuba získala nezávislost, ovšem nikoli úplnou (viz Plattův dodatek, který se stal součástí nové kubánské ústavy). Americká vláda kubánský stát předem zavázala některými omezeními, jako byl zákaz vzniku spojenectví s jinými zeměmi a možnost práva intervence v opodstatněném případě. Spojené státy na ostrově také vybudovaly svou základnu Guantánamo, která byla definována zavedením pronájmu na neomezenou dobu.
14. srpna 1898 bylo vysláno 11 000 vojáků amerického pozemního vojska do Španělské Východní Indie (Filipíny a mikronéské dependence). Když jednotky začaly zastupovat Španělsko v kontrole nad souostrovím, došlo k bojůvkám mezi USA a revoltujícími Filipínci, které se rozhořely do válečného konfliktu známého jako filipínsko-americká válka.

## Následky
Španělská prohra znamenala definitivní konec jejího koloniálního panství v Americe a o rok později i v Tichém oceánu (po podpisu německo-španělské smlouvy). Naopak své velmocenské postavení upevnily Spojené státy.